# Malta Eurovision Song Contest 2023
La decima edizione di Malta Eurovision Song Contest si è svolta dal 13 gennaio all'11 febbraio 2023 e ha selezionato il rappresentante di Malta all'Eurovision Song Contest 2023 a Liverpool.
I vincitori sono stati The Busker con Dance (Our Own Party).

## Organizzazione
L'emittente pubblica Television Malta (TVM) ha confermato la presenza di Malta all'Eurovision Song Contest 2023 il 2 settembre 2022 insieme all'organizzazione di una nuova edizione di Malta Eurovision Song Contest. Dal 17 al 31 ottobre 2022 è stata data la possibilità agli artisti interessati di inviare i propri inediti. Come è accaduto nell'edizione precedente, una clausola ha impedito ad Emma Muscat, la rappresentante maltese all'Eurovision Song Contest 2022, di partecipare al festival per evitare l'eventualità di riproporre lo stesso artista per anni consecutivi.
La competizione si è svolta fra gennaio e febbraio 2023 ed è consistita in cinque serate: tre quarti di finale da 13 concorrenti ciascuna, dalle quali 24 hanno acceduto alla semifinale (8 per serata). La finale ha visto i 16 artisti qualificati dalla semifinale sfidarsi per il titolo di rappresentante nazionale sul palco eurovisivo a Liverpool.

## Partecipanti
I 40 artisti partecipanti e i relativi brani sono stati resi noti il 21 novembre 2022.
Il 23 gennaio 2023, Aidan è stato squalificato dalla competizione per aver infranto la regola del concorso che vieta la promozione del proprio brano in gara via canali non approvati da TVM.
| Artista              | Titolo                 | Lingua           | Compositori                                                                                               |
| -------------------- | ---------------------- | ---------------- | --- |
| Aidan                | Reġina                 | Maltese, inglese | Aidan Cassar, Boban Apostolov                                                                             |
| André                | Broken Hill            | Inglese          | Toby Farrugia, David Cassar Torreggiani, André Portelli                                                   |
| Bradley Debono       | Blackout               | Inglese          | Christina Magrin                                                                                          |
| Brooke               | Checkmate              | Inglese          | Brooke Borg, Gerard James Borg, Christian Rabb, Dino Medanhodžić, Lukas Meijer                            |
| Cheryl Balzan        | La La Land             | Inglese          | David Cassar Torreggiani, Cheryl Balzan, Toby Farrugia                                                    |
| Chris Grech          | Indescribable          | Inglese          | Joakim Dubbelman, Gerard James Borg, Jesper Rune, Arve Furset                                             |
| Christian Arding     | Eku ċar                | Maltese          | Jan van Dijck, Emil Calleja Bayliss                                                                       |
| Clintess             | Lura qatt              | Maltese          | Dominic Cini, Etienne Micallef                                                                            |
| Dan                  | It'll Be OK            | Inglese          | Daniel Muscat Caruana                                                                                     |
| Dario                | Pawn in a Game         | Inglese          | Henric Pierroff, Emil Vaker, Karin Pierroff                                                               |
| Dario Bezzina        | Bridle Road            | Inglese          | Martin Älenmark, Darren Michaels, Charlie Mason                                                           |
| Dominic & Anna       | Whatever Wind May Blow | Inglese          | Alexander Berger, Michael Tauben, Will Taylor, Jonas Gladnikoff                                           |
| Eliana Gomez Blanco  | Guess What             | Inglese          | Ray Agius, Alfred C. Sant                                                                                 |
| Fabrizio Faniello    | Try to Be Better       | Inglese          | Johan Bejerholm                                                                                           |
| Francesca Sciberras  | Masquerade             | Inglese          | Marco Debono, Rita Pace                                                                                   |
| Geo Debono           | The Mirror             | Inglese          | Daniele Moretti, Natasha Turner, Niall Mooney                                                             |
| Giada                | I Depend on You        | Inglese          | Melanie Georgiou                                                                                          |
| Greta Tude           | Sound of My Stilettos  | Inglese          | Cyprian Cassar, Muxu, Antoine Farrugia                                                                    |
| Haley                | Tik Tok                | Maltese          | Philip Vella, Gerard James Borg                                                                           |
| Ian                  | On My Own              | Inglese          | Melanie Georgiou                                                                                          |
| Jake                 | Love You like That     | Inglese          | Primož Poglajen, Jonas Gladnikoff, Michael James Down                                                     |
| James Louis          | Dream                  | Inglese          | James Mifsud                                                                                              |
| Jason Scerri         | Anything Can Happen    | Inglese          | Jason Scerri                                                                                              |
| Jessika              | Unapologetic           | Inglese          | Jessica Muscat, Stefan Moessle                                                                            |
| John Galea           | Trailblazer            | Inglese          | John Galea                                                                                                |
| Kirstie              | Girls Get Down         | Inglese          | Cyprian Cassar, Muxu                                                                                      |
| Klinsmann            | Piranha                | Inglese          | Mats Ygfors, Robin Svensson, Magdalena Ohlin, Gerard James Borg                                           |
| Lyndsay              | Haunted                | Inglese          | Michael James Down, Will Taylor, Primož Poglajen, Jonas Gladnikoff, Johnny Sanchez, Sara Ljunggren        |
| Maria Christina      | Our Flame              | Inglese          | Erik Horvath, Rickard Bonde Truumeel, Ylva Persson, Linda Persson, Emil Calleja Bayliss                   |
| Maria Debono         | X'allegrija            | Maltese          | Cyprian Cassar, Muxu, Maria Debono                                                                        |
| Marie Claire         | Thankful               | Inglese          | Thorghy Landgren, Thomas Rodin, Rickard Bonde Truumeel, Ylva Persson, Linda Persson, Emil Calleja Bayliss |
| Mark Anthony Bartolo | Tears                  | Inglese          | Mark Anthony Bartolo                                                                                      |
| Matt Blxck           | Up                     | Inglese          | Matthew Caruana, Cyprian Cassar                                                                           |
| Maxine Pace          | Alone                  | Inglese          | Steve Manovski, Shaun Farrugia                                                                            |
| Mikhail              | Leħen fiċ-ċpar         | Maltese          | Cyprian Cassar, Cliff Casha                                                                               |
| Nathan               | Creeping Walls         | Inglese          | Dominic Cini, Jonas Gladnikoff, Emil Calleja Bayliss                                                      |
| Ryan Hili            | In the Silence         | Inglese          | Aaron Sibley, Natan Dagur, Cyprian Cassar                                                                 |
| Stefan Galea         | Heartbreaker           | Inglese          | Stefan Galea, Muxu, Rikki Lee Scicluna                                                                    |
| Stefan Xuereb        | What Do You Want?      | Inglese          | Aidan O'Connor, Richard Micallef                                                                          |
| The Busker           | Dance (Our Own Party)  | Inglese          | David Meilak, Jean Paul Borg, Sean Meachen, Matthew James Borg, Michael Joe Cini                          |

## Quarti di finale
I quarti di finale si sono svolti in tre serate, il 13, il 20 e il 27 gennaio 2023. Presentati da Ryan Borg e Josmar Borg, hanno visto competere 13 o 14 partecipanti ciascuno per gli otto posti per puntata destinati alla semifinale. La divisione dei quarti di finale è stata resa nota il 6 gennaio 2023. I nomi dei semifinalisti, selezionati esclusivamente dal televoto, sono stati annunciati il 3 febbraio 2023, durante la serata-evento dedicata a gli artisti partecipanti.

### Primo quarto
| #  | Artista             | Titolo              |
| -- | ------------------- | ------------------- |
| 1  | Haley               | Tik Tok             |
| 2  | Stefan Xuereb       | What Do You Want?   |
| 3  | Clintess            | Lura qatt           |
| 4  | Fabrizio Faniello   | Try to Be Better    |
| 5  | Eliana Gomez Blanco | Guess What          |
| 6  | Christian Arding    | Eku ċar             |
| 7  | Jason Scerri        | Anything Can Happen |
| 8  | Maria Debono        | X'allegrija         |
| 9  | Geo Debono          | The Mirror          |
| 10 | Mikhail             | Leħen fiċ-ċpar      |
| 11 | Aidan               | Reġina              |
| 12 | Nathan              | Creeping Walls      |
| 13 | Klinsmann           | Piranha             |

### Secondo quarto
| #  | Artista              | Titolo                |
| -- | -------------------- | --------------------- |
| 1  | Francesca Sciberras  | Masquerade            |
| 2  | The Busker           | Dance (Our Own Party) |
| 3  | Lyndsay              | Haunted               |
| 4  | Maxine Pace          | Alone                 |
| 5  | Marie Claire         | Thankful              |
| 6  | Ian                  | On My Own             |
| 7  | Kirstie              | Girls Get Down        |
| 8  | Dario Bezzina        | Bridle Road           |
| 9  | Brooke               | Checkmate             |
| 10 | Mark Anthony Bartolo | Tears                 |
| 11 | Dan                  | It'll Be OK           |
| 12 | Dario                | Pawn in a Game        |
| 13 | Matt Blxck           | Up                    |

### Terzo quarto
| #  | Artista         | Titolo                 |
| -- | --------------- | ---------------------- |
| 1  | André           | Broken Hill            |
| 2  | Bradley Debono  | Blackout               |
| 3  | Cheryl Balzan   | La La Land             |
| 4  | James Louis     | Dream                  |
| 5  | Dominic & Anna  | Whatever Wind May Blow |
| 6  | Greta Tude      | Sound of My Stilettos  |
| 7  | Ryan Hili       | In the Silence         |
| 8  | Jessika         | Unapologetic           |
| 9  | Stefan Galea    | Heartbreaker           |
| 10 | Giada           | I Depend on You        |
| 11 | John Galea      | Trailblazer            |
| 12 | Jake            | Love You like That     |
| 13 | Chris Grech     | Indescribable          |
| 14 | Maria Christina | Our Flame              |

## Semifinale
La semifinale si è svolta il 9 febbraio 2023. Presentata da Amber Bondin e Glen Vella, ha visto competere i 24 artisti qualificati dai quarti di finale per i 16 posti destinati alla finale.
| #  | Artista              | Titolo                 |
| -- | -------------------- | ---------------------- |
| 1  | Greta Tude           | Sound of My Stilettos  |
| 2  | Fabrizio Faniello    | Try to Be Better       |
| 3  | Eliana Gomez Blanco  | Guess What             |
| 4  | André                | Broken Hill            |
| 5  | Dan                  | It'll Be OK            |
| 6  | Ian                  | On My Own              |
| 7  | Ryan Hili            | In the Silence         |
| 8  | Mark Anthony Bartolo | Tears                  |
| 9  | Cheryl Balzan        | La La Land             |
| 10 | Dario Bezzina        | Bridle Road            |
| 11 | Nathan               | Creeping Walls         |
| 12 | Chris Grech          | Indescribable          |
| 13 | Brooke               | Checkmate              |
| 14 | Christian Arding     | Eku ċar                |
| 15 | Klinsmann            | Piranha                |
| 16 | Bradley Debono       | Blackout               |
| 17 | Geo Debono           | The Mirror             |
| 18 | The Busker           | Dance (Our Own Party)  |
| 19 | Maxine Pace          | Alone                  |
| 20 | Dominic & Anna       | Whatever Wind May Blow |
| 21 | Giada                | I Depend on You        |
| 22 | Stefan Galea         | Heartbreaker           |
| 23 | Mikhail              | Leħen fiċ-ċpar         |
| 24 | Matt Blxck           | Up                     |

## Finale
La finale si è svolta l'11 febbraio 2023 presso il Malta Fairs and Conventions Centre di Ta' Qali ed è stata presentata da Amber Bondin e Glen Vella.
Durante la serata si sono esibiti come ospiti Emma Muscat, rappresentante dell'isola all'Eurovision Song Contest 2022, e Aidan con il brano Reġina.
A vincere il voto della giuria e quello del pubblico sono stati rispettivamente Matt Blxck e The Busker; una volta sommati i punteggi, The Busker sono risultati i vincitori della manifestazione.
| #  | Artista             | Titolo                | Punteggio | Punteggio | Punteggio | Posizione |
| #  | Artista             | Titolo                | Giuria    | Televoto  | Totale    | Posizione |
| -- | ------------------- | --------------------- | --------- | --------- | --------- | --------- |
| 1  | Nathan              | Creeping Walls        | 3         | 9         | 12        | 11        |
| 2  | Chris Grech         | Indescribable         | 27        | 7         | 34        | 6         |
| 3  | Maxine Pace         | Alone                 | 28        | 55        | 73        | 4         |
| 4  | Fabrizio Faniello   | Try to Be Better      | 12        | 9         | 21        | 8         |
| 5  | Geo Debono          | The Mirror            | 0         | 3         | 3         | 15        |
| 6  | Brooke              | Checkmate             | 39        | 31        | 70        | 5         |
| 7  | Ian                 | On My Own             | 19        | 3         | 22        | 7         |
| 8  | Eliana Gomez Blanco | Guess What            | 10        | 10        | 20        | 9         |
| 9  | The Busker          | Dance (Our Own Party) | 41        | 80        | 121       | 1         |
| 10 | Giada               | I Depend on You       | 1         | 2         | 3         | 16        |
| 11 | Matt Blxck          | Up                    | 45        | 31        | 76        | 3         |
| 12 | Cheryl Balzan       | La La Land            | 5         | 4         | 9         | 13        |
| 13 | Christian Arding    | Eku ċar               | 11        | 6         | 17        | 10        |
| 14 | Ryan Hili           | In the Silence        | 41        | 44        | 85        | 2         |
| 15 | Dan                 | It'll Be OK           | 8         | 2         | 10        | 12        |
| 16 | Stefan Galea        | Heartbreaker          | 0         | 3         | 3         | 14        |